# Drežnica, Hrvaška
Drežnica (v času SFRJ Partizanska Drežnica) je naselje na Hrvaškem, ki upravno spada pod mesto Ogulin Karlovške županije.

## Geografska lega
Naselje Drežnica leži ob gorskem masivu Velike Kapele, ki je del kraškega Dinarskega gorstva. S površino 176,27 km2 je Drežnica največja katastrska občina na Hrvaškem , prevladujejo pa gozdne površine.
Na področju Drežnice se nahajajo tri pomembnejša kraška polja, ki jeseni običajno poplavijo: 
- Drežniško polje,
- Lug,
- Krakarsko polje.

## Demografija
V Drežnici prevladuje prebivalstvo srbske manjšine.
| Pregled števila prebivalcev po letih | Pregled števila prebivalcev po letih | Pregled števila prebivalcev po letih | Pregled števila prebivalcev po letih | Pregled števila prebivalcev po letih | Pregled števila prebivalcev po letih | Pregled števila prebivalcev po letih | Pregled števila prebivalcev po letih | Pregled števila prebivalcev po letih | Pregled števila prebivalcev po letih | Pregled števila prebivalcev po letih | Pregled števila prebivalcev po letih | Pregled števila prebivalcev po letih | Pregled števila prebivalcev po letih | Pregled števila prebivalcev po letih |
| ------------------------------------ | ------------------------------------ | ------------------------------------ | ------------------------------------ | ------------------------------------ | ------------------------------------ | ------------------------------------ | ------------------------------------ | ------------------------------------ | ------------------------------------ | ------------------------------------ | ------------------------------------ | ------------------------------------ | ------------------------------------ | ------------------------------------ |
| 1857                                 | 1869                                 | 1880                                 | 1890                                 | 1900                                 | 1910                                 | 1921                                 | 1931                                 | 1948                                 | 1953                                 | 1961                                 | 1971                                 | 1981                                 | 1991                                 | 2001                                 |
| 2458                                 | 3226                                 | 3609                                 | 3839                                 | 4370                                 | 4678                                 | 4250                                 | 4274                                 | 2388                                 | 2382                                 | 2144                                 | 1450                                 | 1126                                 | 891                                  | 729                                  |

## Zgodovina
Srbi so se v Drežnici naselili v 17. stoletju. Leta 1842 je bila zgrajena srbska pravoslavna cerkev Roždestva presvete bogorodice (slovensko Rojstva svete družine), ki v času druge svetovne vojne pogorela, danes pa se obnavlja.
Med drugo svetovno vojno je bilo v Drežnici pomembno partizansko gibanje s štabom NOB Hrvaške v letih 1942-1943 in Partizansko bolnišnico številka 7, ustanovljeno leta 1942, v kateri so se zdravili predvsem ranjenci iz Korduna, Banije, Like, Žumberka in Slovenije, v času četrte sovražnikove ofenzive pa tudi iz drugih območij nekdanje Jugoslavije. Število žrtev vojne iz Drežnice je preseglo število 1000.